# Agilfried
Agilfried (auch: Agelfredus, Egelfredus, Agilfrid) (* Anfang des 8. Jahrhunderts; † 787) war Bischof von Lüttich.
Er war ein Franke von vornehmer Herkunft und wurde Mönch von Elno, Abt von St. Bavo in Gent und 765 Bischof des im Jahr 714 von Maastricht nach Lüttich verlegten tongrischen Bistums. Er war an Karls des Großen Hofe sehr angesehen und erhielt vom Könige manche Privilegien für sein Stift. Seiner Obhut wurde einer Angabe der Jahrbücher der Abtei Lobbes zufolge der besiegte Langobardenkönig Desiderius mit seiner Gemahlin Ansa übergeben. Auch scheint er bei der Bekehrung Sachsens und zwar in den Bezirken von Osnabrück beteiligt gewesen zu sein und nach nicht unglaubwürdiger Überlieferung hat er an dem genannten Orte eine Kirche gegründet.